# Boiòcal
Boiòcal (llatí: Boiocalus) era el cabdill del poble germànic dels ampsivaris, que l'any 58 van ser expulsats del seu territori pels caucs.
Era un home de gran renom i va ser lleial als romans durant molt de temps fins que els va fer la guerra l'any 59, segons diu Tàcit als Annals.